# Hydractiniidae
Die Hydractiniidae sind eine Familie weltweit verbreiteter mariner Hydrozoen (Hydrozoa). Die Familie beinhaltet derzeit etwa 100 Arten. Die ältesten Nachweise der Familie stammen aus der Unterkreide; fraglich sind Berichte aus dem Jura.

## Merkmale
Die Hydroidpolypen sind sessil, die Hydranthen sind oft polymorph. Das Hydrorhiza wird entweder aus stolonalen Röhren gebildet, die mit Perisarc bedeckt sind oder als inkrustierende Matte, die durch das Zusammenwachsen des stolonalen Systems gebildet wird. Diese inkrustierende Matte kann mit Perisarc bedeckt sein oder durch nacktes Coenosarc. In einigen Gattung ist die Hydrorhiza-Matte durch Lagen von Aragonit verstärkt. Häufig wachsen aus der Matte chitinige oder kalkige Dornen, die zu verzweigten oder unverzweigten Pfeilern zusammenwachsen können. Gelegentlich sitzen die Hydranthen in Schutzröhren. Die Fresspolypen besitzen ein bis mehrere Kränze filiformer Tentakeln unterhalb des Mundkegels (Hypostom), oder die zahlreichen Tentakeln sind über die obere Hälfte des Körpers mehr oder weniger regellos verteilt. Sehr selten sind nur ein oder zwei Tentakeln ausgebildet. Die Wehrpolypen besitzen dagegen keine Tentakeln. Die Gonophoren sitzen typischerweise auf speziellen Geschlechtspolypen. Diese weisen ein oder mehrere Kränze filiformer Tentakeln auf oder können auch tentakellos sein. Letztere besitzen meist auch keinen Mund. An ihnen können Sporensäcke, Eumedusoide oder freie Medusen gebildet werden. Der Schirm der Medusen, wenn freie Medusen gebildet werden, ist mehr oder weniger glockenförmig und weist einen mehr oder weniger ausgeprägten Apex auf, der sich über die Exumbrella erhebt. Das Manubrium ist röhren- oder sackförmig und erstreckt sich nicht über den Schirmrand hinaus. Der Mund besitzt vier einfache oder verzweigte Lippen, die zu Arme ausgelängt sein können, und die an der Spitze Nesselzellen tragen können. Ein Gastralstiel kann vorhanden sein oder auch fehlen. Am Rand sind vier, acht oder auch mehr Tentakeln angesetzt, die aber nicht in Gruppen zusammengefasst sind. Es sind vier radiale Kanäle und ein Ringkanal vorhanden. Die Gonaden sitzen auf dem Manubrium, interradial, oder erstrecken sich manchmal entlang perradialer Vorsprünge an der Basis des Manubriums. Ocelli können vorhanden sein oder auch fehlen.

## Geographisches Vorkommen und Lebensweise
Die Familie ist weltweit verbreitet. Der Verbreitungsschwerpunkt liegt in den kühleren Gewässern der Nordhalbkugel. Die Kolonien leben häufig als Epizoen auf den Gehäusen lebender Schnecken, aber auch als Überzug auf Steinen.

## Systematik
Der Umfang der Familie ist in der Literatur recht uneinheitlich. Während Bouillon & Boero (2000) lediglich die Gattung Hydractinia unter der Familie listen und die Gattung "Kinetocodon Kramp, 1921" (recte Kinetocodium Kramp, 1921) unter "Hydractiniidae incertae sedis", weist Peter Schuchert im "Hydrozoa Directory" der Familie sechs Gattungen zu. Daly et al. (2007) konstatieren, dass die Familie sieben Gattungen enthalte. Das "World Register of Marine Species" führt dagegen elf gültige Gattungen auf (und sieben jüngere Synonyme). Miglietta et al. (2009) listen dann noch zusätzlich Hansiella Bouillon 1980 und Tregoubovia Picard, 1958, außerdem werden die Gattungsnamen Stylactaria Stechow, 1921 und Podocoryna Sars, 1846 wieder benutzt, die in den anderen Publikationen als jüngere Synonyme von Hydractinia behandelt werden.
- Clava Gmelin, 1790[4]
- Clavactinia Thornely, 1904[5]
- Cnidostoma Vanhoeffen, 1911
- Cystactinia Brooks, 1964[6]
- Fiordlandia Schuchert, 1996
- Hydractinia van Beneden, 1844
  - Stachelpolyp (Hydractinia echinata)
- Hydrocorella Stechow, 1921
- Hydractomma Stechow, 1921[7]
- Janaria Stechow, 1921
- Kinetocodium Kramp, 1921
- Parahydractinia Xu & Huang, 2006
- Podocoryna Sars, 1864
- Stylactaria Stechow, 1921

Damit beinhaltet die Familie je nach Publikation bis zu 12 gültige Gattungen.

### Online
- Hydrozoa Directory